# أدب هندي
الأدب الهندي، تعود قصته إلى ما قبل 3000 عام. ويشمل الأعمال الكلاسيكية الدينية الهندوسية والبوذية واليانية والسيخية وأدب بلاط ملوك الهند والشعر الشفاهي التقليدي والأغاني والشعر والنثر الحديث الذي يُعبر عن الأفكار المعاصرة. وبالرغم من أن كلّ الأجيال المتعاقبة قد أضافت إسهامها الخاص إلى الأدب الهندي، إلا أن النصوص القديمة مازالت ذات نفوذ واضح.
كان الأدب إلى فترة قريبة يصل إلى آذان مستمعيه، في العادة، من خلال الأداء والإلقاء؛ فقد كانت النصوص والقصص الدينية الطويلة في الغالب، تُحفظ عن ظهر قلب وتنقل شفاهة من جيل إلى آخر. ولذا، وبالرغم من أن نصف سكان جنوبي آسيا لا يعرفون القراءة والكتابة، إلا أن ثقافة هذه المنطقة متطورة بدرجة عالية. وينقسم أدب شبه القارة الهندية إلى ثلاث حقب:
- الحقبة القديمة: التي سيطرت عليها السنسكريتية امتدت إلى القرن الحادي عشر.
- حقبة القرون الوسطى: وهي من القرن الحادي عشر إلى أوائل القرن التاسع عشر وخلالها تطوّرت اللغات الإقليمية.
- الحقبة الحديثة: التي تأثرت بالثقافة الأوروبية. وفي الفترتين الأولى والثانية كان جلّ الأدب شعرًا، أو عبارة منقوشة (أي قصيدة قصيرة)، ومع هذا فقد استعمل النثر أيضًا. أما في الفترة الحديثة فقد تطوّرت صناعة النثر بدرجة كاملة.

## الأدب القديم

### الفيدا
بدأ الأدب الهندي بالفيدا، وفيدا هي كلمة سنسكريتية تعني المعرفة. وكانت هذه سلسلة من النصوص المقدسة في اعتقادهم، تستعمل في الطقوس الدينية والقرابين الوثنية، وتشكّلت في أشكالها الأولية من اللغة السنسكريتية القديمة (المعرفة السنسكريتية). وحتى في الأزمنة الحديثة، تُعدّ الفيدا حجر الأساس في الديانة الهندوسية. وأقدم صيغ ونصوص الفيدا هي ما يُسمى فيدا التجهيز أو الإعداد، التي يرجع تاريخها إلى القرن الرابع عشر قبل الميلاد. ومعظمها تراتيل للآلهة الفيدية إندرا المحاربة، وآجني إله النار، وسوريا إله الشمس وفارونا رافع السماء والأرض. والكتب اللاحقة للفيدا هي ياجورفيدا وهي قواعد للقربان، وساما فيدا (ترانيم الكهنة) وإثرفا فيدا التي تُقال للتفاؤل بالخير والتساؤل عن الإنسان والعالم.
وقد كتبت ملاحق نثرية عديدة للفيدا السابقة لعهد النصرانية. فأولاً كانت البراهمانا؛ أي تفسيرات الكهنة للمذهب والأرانيكا أي (بحوث الغابة)، التي تناقش وظيفة وغرض طقوس القربان، وتتأمل في العلاقة بين الإنسان والعالم. والنصوص اللاحقة بعد هذه والمُسماة الأبانيشاد؛ أي (التعاليم الروحية)، تُكملُ هذا البحث في طبيعة الحياة. وتعدّ هذه التعاليم أعمالاً عظيمة في الفكر الروحي والفلسفي.

### الشعر الملحمي
سيطرت قصيدتان من الشعر الملحمي كُتبتا باللغة السنسكريتية على الأدب الهندي الباكر بعد الفيدا، وهما: المهابهاراتا؛ أي حرب التوابل الكبرى والرامايانا أي (قصة راما). وتُعدّ المهابهاراتا أطول قصيدة في العالم، فهي تتكون من 100,000 بيت من الشعر. وقد أخذت شكلها النهائي بالتدريج بين القرن الخامس قبل الميلاد والقرن الخامس. وفي نفس الفترة تطوّرت ونمت الديانة الهندوسية في شكلها التقليدي.
تدور القصة الرئيسية للمهابهاراتا حول الحرب على خلافة العرش بين البندافاس والكاورافاس، وهما فرعان للأسرة المالكة. وقد أيّد الإله كريشنا جانب البندافاس، الذين ُصوروا كآلهة في إضافات لاحقة من هذه القصة. وتقبع داخل المهابهارتا الباجافاد جيتا أي (أغنية الإله)، وهي أكثر تأثيرًا من كل النصوص الهندوسية ويشرح فيها كريشنا لأمير الباندا أرجونا معنى دهرما (أي الواجب الديني). ويُعلّم كريشنا أرجونا، الذي اغتم بسبب أن عليه محاربة أقاربه في الحرب وأن على كلّ شخص اتباع مسار الواجب دون التفكير في النتائج.
أما الرامايانا فهي أقصر من المهابهاراتا وأكثر وحدة في الموضوع، رغم أن تاريخهما واحد. وفيها يتحدّث الشاعر فالميكي عن الملك الصالح راما ومعركته مع الشيطان رافانا. وكان الشيطان قد سرق زوجة راما، واسمها سيتا واعتقلها في لانكا وهي الآن سريلانكا. وقد استطاع راما إنقاذ سيتا بمساعدة جيش القرود لهانومان. وانتصار راما هذا على رافانا يرمز إلى انتصار الخير على الشر. وكان راما في الأصل بطلاً شعبيًا، لكنه صوّر فيما بعد تجسيدًا للإله فيشنو.

### البيورانا
وبعد هاتين القصيدتين الملحميتين التاريخيتين، تأتي النصوص المُسماة بيورانا؛ أي المعرفة التقليدية، وهي المجموعة التالية الكبرى للمعرفة التقليدية للهندوسية والحوار الديني. والبيورانا الرئيسية هي 18 مجموعة موسوعية للقصص والأساطير. وقد جُمعت بين القرنين السادس والحادي عشر الميلاديين. وهي تُنمّي الأفكار الهندوسية الكلاسيكية من خلال قصص الآلهة والأبطال في السهول المقدسة والجبال والأنهار في الهند. وأقدم بيورانا اسمها هاريفامشا 34 أي؛ سلسلة نسب هاري، وهي نوع من الفهرس للمهابهاراتا. وتُعدّ هذه أول النصوص التي أتت بسرد مفصل للإله كريشنا وهو إله قطيع البقر، الذي أصبح أكثر الآلهة شعبية ومحبةً عند الهندوس. ومثل راما كان كريشنا أصلاً بطلاً شعبيًا، ثم عُدّ فيما بعد تجسيدًا للإله فيشنو. وأهم صيغة لقصة كريشنا هي التي وردت في الباجافاتا بيورانا (تاريخ الإله المحب)، وقد وضعت خلال القرن التاسع. في ذلك الوقت كانت عبادة فيشنو وشيفا قد حلّت محل عبادة الآلهة الفيديين.

### الدراما والكافيا
من الصعب، في الأدب الهندي، رسم خط فاصل بين الأعمال الدينية والأعمال العلمانية، خصوصًا أن القصص العلمانية دائمًا ترمز إلى موضوعات دينية. وقد كُتبت بعض أشكال الأدب السنسكريتي للتسلية والمتعة في البلاط الملكي. هذه التسلية لم تكن متاحة للعامة، ولكن لجمهور من الخبراء في المعارف. وكانت التسلية تتمثل في الدراما التي قُصد منها أن تروق للمتعلمين ذوي الثقافة الراقية التي كانت تدور حول دقائق الشخصية والمشاعر. وكان لابد أن يكون الحضور من أولئك الذين يعرفون اللغة السنسكريتية جيدًا حيث كانت لغة الطبقات المثقفة العليا. وبالرغم من أن بعض شخصيات الدراما الثانوية كانت تتحدث اللغات العامية الأخرى مثل لغة براكريت، إلا أن مهارة الكاتب المسرحي في اللغة السنسكريتية كانت ضرورية ولازمة لرفع قيمة المسرحية.
وقد نال الكاتب المسرحي الذي كتب باللغة السنسكريتية وهو كاليداسا، الذي عاش في القرن السادس شهرة واسعة. وكانت أفضل مسرحياته شاكونتالا، التي سُميت على اسم بطلة المسرحية. وقد وضعت المسرحية على أساس قصة رومانسية من المهابهاراتا، كذلك أتقن كاليداسا فنّ الشعر المسمى كافيا، الذي تُستخدم فيه بعض فنون التلاعب بالألفاظ والتشبيه والخيال بكثرة. وتصف قصيدته القصصية ميقادوتا أي (السحابة الرسول)،كيف أن سحابة أصبحت رسولاً بين حبيبين فصل بينهما الزمان. وتستطرد القصيدة القصصية في وصف الحب والطبيعة بتوسع. وتصف قصيدة جيتا جوفيندا (أغنية جوفيندا)، ممارسة الحب بين جوفيندا ـ وهو اسم آخر لكريشنا ـ ورادا على نهر جمنا. هذه القصيدة ألفّها جاياديفا وهو شاعر عاش في القرن الثاني عشر. وتمتلئ القصيدة بأوصاف جمّة للطبيعة وكانت رائجة كموضوع للأغاني والرقص المسرحي.

### البالي والبراكريت
يهتم أدب لغة البالي الذي بقي إلى يومنا هذا، بالبوذية بدرجة كبيرة. وفي عالم الهندوس يسمح فقط لكهنة البراهما بقراءة النصوص السنسكريتية المقدسة. أمّا تعاليم بوذا، الذي عاش في القرن السادس قبل الميلاد، فقد قُصد منها أن تكون للجميع. ولذا فقد كانت المخطوطات البوذية الباكرة مكتوبة بلغة البالي. ويشتمل أدب لغة البالي على حكايات الجاتاكا المليئة بالحياة وأقاصيص عن حياة بوذا الماضية. وبما أن لغة البالي قد عُرفت بلغة البوذية، فقد عُدّت لغة مقدسة وحفظت مثل السنسكريتية في وضعها الحالي. ومازالت لغة البالي لغة مهمة بوصفها لغة بوذية في سريلانكا حتى يومنا هذا. وعلى نفس المنوال فإن بعض صيغ البراكريت قد استعملت في كتابة الكتب المقدسة لليانية. وبسبب أهميتها الدينية؛ فإن المخطوطات البوذية واليانية الباكرة قد تمّ حفظها بعناية في الأديرة. وفيما عدا ذلك لم يتبق إلا قليل من الأدب البراكريتي من الفترة القديمة. وقد استخدمت اللغة البراكريتية أيضًا في الحوار في بعض المسرحيات السنسكريتية إلا أنها لم تكن لغة ذات قيمة ثقافية. وبالرغم من ذلك فإن بعض الشعراء مثل هالا قد كتبوا بها.

### الأدب الدرافيدي الباكر
يُوجد أدب قديم باللغات الدرافيدية المستخدمة في جنوبي الهند. هذا الأدب منفصل إلى حدٍّ كبير عن الإرث السنسكريتي، ولكن اللغة الدرافيدية تقترض كثيرًا من كلماتها من اللغة السنسكريتية. أما الأدب التاميلي فقد بدأ في القرن الثاني بسلسلة من مجموعات شعرية مكونة من قصائد رومانسية تصف الحب من خلال الطبيعة واللغة المجازية، أو أشعار بطولية تصف الملوك والمعارك والمغامرات.
نظم الشعر والأدب الديني باللغة التاميلية لغرض العبادة في القرن السابع تقريبًا. وكانت مجموعة من الشعراء التاميل المعروفين باسم النياريون وهم المتعبدون أتباع الإله شيفا، كما كانت هناك مجموعة أخرى، الألفاريون، وهم أتباع الإله فشنو. وكانت أشعار كل من المجموعتين ذات خاصية شخصية مكثّفة. كذلك اشتملت كلتا المجموعتين على عدد من الشاعرات. امتدح الكثير من القصائد التاميلية المعابد الهندوسية الكثيرة في المنطقة. وقد كتب الشاعر كامبان صيغة تاميلية للرامايانا بين القرنين العاشر والثاني عشر الميلاديين. وقد اتبعت الآداب المكتوبة باللغات الدرافيدية الأخرى مناهج فكرية مماثلة حيث تأثرت بالتراث التاميلي والسنسكريتي. أما أدب لغات جنوبي الهند فهو سابق للآداب الإقليمية لشمالي الهند، ومازالت أهميته باقية إلى يومنا هذا.

## أدب العصور الوسطى
تطوّر الأدب الهندي إبان الحقبة الوسطى من أوجه مختلفة. وقد ألّف شعراء البلاط الإقليميون قصائد في مدح الملوك والمحاربين، كما أنتج كثير من الشعراء أعمالاً استمدت أفكارها من القصائد الملحمية السنسكريتية ومخطوطات البايورانا. كما أدخلت حاشية بلاط الحكام المسلمين المتحدثين باللغة الفارسية عناصر من الثقافة الإسلامية للهند. وقد ساهم انتشار الهندوسية في إنتاج كم هائل من الأدب الديني الهندوسي، الذي كرّس أساسًا لألوهية راما وكريشنا. وكان هذا نموذجًا لأدب الباكتي (ديانة التعبد). وقد أسس على أهمية علاقة المحبة بين العابد والإله، كما انتقلت مجموعة من الأشعار الشعبية المتنوعة التي كانت تحتفل بالفصول والمهرجانات من جيل لآخر، ومازالت تُغنى ويُستمع اليها حتى اليوم.
كان الأدب الباكتي أهم التطورات الأدبية التي حدثت في القرون الوسطى. وقد بدأت عبادة كريشنا وراما اللذين يمثّلان التجسيد الأساسي للإله فشنو، انتشارها في القرون الوسطى حيث بُنيت لهما معابد عديدة، وتجمّع أتباعهما في عدد من الطوائف، كلّ منها يتبع معلمًا دينيًا معيّنًا. وقد كُتب كثير من الأدب الباكتي في شكل تراتيل يُترّنم بها حتى اليوم. هذه التراتيل كانت تمدح الآلهة وأفعالها، أو تسألها العون في تواضع.
أما الشعر الذي يمدح كريشنا فيتركّز حول ألعابه مع الجوبيات أي فتيات راعي قطعان البقر اللائي قضى بينهن كل سنين شبابه. هذه القصص جاءت معظهما من البجافاتا بيورانا والجيتاجوفيندا، وهي تصف جانبًا مختلفًا عن الجانب النبيل والملكي لكرشنا المذكور في المهابهاراتا. حيث يكون عُبّاده غالبًا مفتونين بدعاباته وغرامياته الرومانسية. ومن جانب آخر فقد عُبد رامنا بوصفه ملكًا بطوليًا مثاليًا، كما كانت زوجته سيتا نموذجًا للأنوثة الهندوسية، وكذلك كان الإله القرد هانومان، التابع الأمين لراما في حربه ضد رافانا، مثلاً للتابع المكرّس حياته لمعبوده. وفي تراث السانت يوجد نوع آخر من الباكتي، يُعبد فيه الكائن الأعلى بوصفه روحًا لا شكل لها يُبحث عنها في القلب من خلال العبادة.

### الأدب الإسلامي
حكمت سلالات إسلامية متعددة الهند منذ وصول المسلمين إليها في القرن الثامن، حيث كان معظمهم يتحدث الفارسية أو التركية. وقد كانت هاتان اللغتان، مع تحريف هندي بسيط، مستخدمتين في دواوين الحكومة والبلاط. وتقليدًا لشعر البلاط التقليدي الفارسي (إيران حاليًا)، شكل الشعراء الهنود الفارسيون القصيدة أو شعر المديح والقصائد الرومانسية المسنفى وبصفة خاصة الغزل، وهذه أشعار مترابطة من الدوبيت. وكان أشهر هؤلاءالشعراء المسلمين المبكرين في الهند أمير خسرو (1253- 1325)، الذي كان يجيد الفنون الأخرى بما في ذلك الموسيقى.
قدمت إمبراطورية المغول التي امتدت من القرن السادس عشر إلى القرن الثامن عشر فرصة التكسّب بالشعر لعدد من الشعراء. وصارت سيرة الأباطرة المصورة بسخاء جزءًا من التراث التاريخي الغني لهذه الفترة. وبمرور الوقت تحول الحكام المسلمون إلى الطابع الهندي بشكل متزايد؛ حيث بدأت اللغة الأوردية تحلّ محل الفارسية بصفتها لغة تَخَاطُب بين الحكام، ولكن اللغة الفارسية بقيت لغة رسمية. وبالرغم من التحول إلى الأوردية إلا أنّ الأشكال الشعرية الفارسية التقليدية والصور المجازية ظلت باقية.

### الأدب باللغة الهندية
كُتب الأدب خلال فترة القرون الوسطى المتأخرة بعدد من اللهجات المتباينة. وكانت لهجة براج باشا السائدة في منطقة أكرا جنوبي مدينة دلهي ذات أهمية خاصة؛ بسبب ما قيل عن الإله كريشنا من أنه قد عاش في هذه المنطقة. وكان أعظم شعراء الباكتي كريشنا الشاعر سورداس، وهو شاعر أعمى عاش في القرن السادس عشر. وكان ماهرًا في وصف الطفل كريشنا بلغة مؤثّرة وغير متكلّفة. أما الشاعرة ميرا باي من منطقة براجستان، والتي عاشت في نفس الفترة التي عاش فيها سورداس، فقد كتبت أغاني عن كريشنا بلهجة الحنين إليه معبّرة عن ألم الفراق عن الإله الذي أحبته بصفته زوجًا لها. ومن الممكن تكون قصص الحياة التقليدية للشعراء من أمثال سورداس وميرا قد بُنيت على الأساطير.
وأشهر شعراء الباكتيراما هو الشاعر تولسيداس (1532-1623). وكانت قصيدته رام ـ شاريت ـ ماناس (بحيرة أفعال راما) صيغة أخرى لقصة الرامايانا، كُتبت بلهجة الأفادي الهندية، وهي أكثر النصوص الدينية شعبية في شمالي الهند.
ومازالت الأحاديث والأغاني التي كتبها الشاعر كبير، والذي عاش في القرن الخامس عشر متداولة إلى يومنا هذا. وبصفته شاعرًا على طريقة السانت، فقد علم كبير أن مسار الدين يتكوّن من البحث الداخلي عن الإله، وأن طقوس الهندوسية غير ذات فائدة. وبالرغم من أنه كان يكثر من استخدام أسماء مثل راما في الإشارة إلى الكائن الأعلى، إلا أنه لم يكن موحدًا.
وخير ما يمثل شعر البلاط باللغة الهندية هو شعر بهاريلال المولود في القرن السابع عشر، الذي كتب عن الحب والموضوعات الأخرى في شعر حاذق ذي بيتين. وقد اقتبس هاريلال وأمثاله من الشعراء كثيرًا من الاصطلاحات واللغة المجازية من الأدب الباكتي في قصائد الحب التي كتبوها.

### الأدب البنغالي
تؤلف عبادة كرشنا ورادا، موضوعًا وفكرة أساسية مستوحاة في قصيدة جيادلفا السنسكريتية المسماة جيتا جوفيندا في الشعر البنغالي في القرون الوسطى. وقد كانت أغاني كريشنا التي ألفّها الشاعر فيدياباتي، الذي ازدهر شعره في القرن الرابع عشر، ذات شعبية كبيرة. وقد كُتبت بلهجة المايثيلي من منطقة بيهار الواقعة بين المناطق المتحدثة أساسًا باللغتين البنغالية والهندية.
وقد أنتجت طائفة تؤمن بتعاليم شيتانيا (1486 - 1533)، وهو أحد أتباع كريشنا الصوفيين، كميات كبيرة من الشعر التعبدي باللغة البنغالية. وقد عبّرت الأغاني التعبدية التي ألّفها الباؤل (العاشقون المجانين)، عن النشوة والحب الإلهي، وكانوا متأثرين بالإسلام والهندوسية. وقد تطوّرت آداب متناسبة للغات المجاورة، مثل لغة الأوريا (لغة التخاطب في أوريسا)، والأسامية (لغة التخاطب في أسام) في نفس الفترة.

### الأدب البنجابي
تكوّن الكتب المقدسة للديانة السيخية أهم أجزاء الأدب البنجابي. وقد شارك مُؤسس هذه الديانة وهو جورو ناناك (1469-1539)، كبير اعتقاده في الطبيعة المجرّدة للإله. وقد جمعت كتابات ناناك، التي عرفت فيما بعد باسم كتابات الآباء الروحيين، وكتابات شعراء آخرين للتراث السانتي في كتاب السيخ المقدس المسمَّى آدي جرانت (الكتاب الأصيل). وقد كُتب كثير من القصائد في هذه النصوص، بما في ذلك بعض قصائد كبير، باللغة الهندية القديمة، بدلاً من اللغة البنجابية. وقد وصل مسار كتابات الآباء الروحيين إلى نهايته بأعمال جورو جوبند سينج (1666-1708). وبعد انقضاء عهده أصبحت الآدي جرانت نفسها مصدرًا لكلِّ السلطات. ويعد قوروجرانت صاحب، أي الكتاب المقدس موضع احترام كبير في معابد السيخ المسمّاة جوردوارا.
أصبح الأدب البنجابي فيما بعد من أعمال الشعراء المسلمين الذين كانوا يكتبون باللغة الفارسية. والمثال على ذلك قصيدة هير رانجا. وقد سُميت على اسم البطل والبطلة، وكُتبت عام 1766، بقلم فارس شاه، وهي نوع من الأساطير الرومانسية، ومازالت تتمتع بشعبية كبيرة حتى يومنا هذا.

### أدب غوجاراتي وماراثي
يتبع الأدب الباكر لهاتين اللغتين، في غربي الهند، نمطًا مماثلاً لآداب الشمال والشرق؛ حيث تغْلُب عليه الصبغة الدينية. وقد استخلص الأدب الغوجاراتي القديم من اليانية، التي لاتزال تمارس بكثرة في غوجارات. يُعلِّم هذا الأدب معتقدات الديانة اليانية من خلال الروايات القصصية. كذلك حظيت الأشعار البطولية، التي تصف إقدام الملوك والأبطال وشجاعتهم، بشعبية جارفة في هذه الفترة. وفي المقابل ألّف الشاعر الباكتي نارسيم بهتا، الذي عاش في القرن السادس عشر قصائد، يمجّد فيها كريشنا. وظهرت كذلك أغاني ميراباي المكتوبة باللغة الهندية في صيغ غوجاراتية.
أما الماراثية فلها أحد أقدم الآداب في المنطقة الشمالية، وأهم الأعمال الباكرة هو جنانيشفاري (المعرفة المقدسة)، وهي تعليق طويل على باجافادجيتا، التي كُتبت في القرن الثالث عشر. كما قدم كاتب آخر هو إيكناث تعليقًا عن باجافاتا بورانا في القرن السادس عشر. ويُعدّ عمله هذا مثالاً آخر على كيفية انتقال التراث السنسكريتي بوساطة الكُتّاب إلى اللغات الإقليمية. وفي أغلب الأحيان يُكتب شعر التعبد الماراثي في مدح الإله فيتثال (وهو من أشكال فشنو). وأشهر شعراء فيتثال هو توكارام (1608- 1649).

## الأدب الحديث

### أثر الثقافة الأوروبية
لايزال تراث الهند القديمة والقرون الوسطى يمثل جزءًا ثقافيًا في الهند حتى اليوم. لكن حينما تعرّضت الهند للثقافة الأوروبية، وأصبحت بالتالي جزءًا من الإمبراطورية البريطانية، بدأ تعرّضها أيضًا للمؤثرات والأفكار الغربية بصورة مكثّفة. وقد كان ردّ فعل بعض الكتاب الهنود تجاه الوجود الأوروبي، هو إحياء القيم الهندوسية القديمة. تبنى كُتّاب آخرون الأشكال الغربية للكتابة، مثل الكتابة الصحفية وكتابة الرواية.
بدأت الفترة الحديثة للأدب الهندي في القرن التاسع عشر، وكانت فترة تغيير اجتماعي كبير. وقد أنتجت كل اللغات الكبرى أدبها الغني الخاص بها. وكان أهم تطوّر هو الاهتمام المتزايد بالنثر. وبالرغم من أن أعمال النثر كانت موجودة بالفعل في الأدب الهندي الباكر، إلا أن معظم النصوص التقليدية، التي كان أغلبها دينيًا في المحتوى أو في المشاعر، كان قد كتب بالشعر. وأثناء الفترة الحديثة وصل النثر الهندي إلى مرحلة النضج، بوصفه أداة للتعبير عن مدى واسع من الأفكار.
وقد ساعد تطوران مرتبطان ببعضهما في عملية التغيير. أحد هذين التطورين هو استعمال المنصِّرين للطباعة، وقدكان الناسخون يكتبون نسخًا بخط اليد للنصوص في الماضي. أما التطور الآخر فهو ميلاد الصحافة الهندية. وقد ساعد انتشار التعليم الغربي في جذب قرّاء جدد للأدب الجديد، كما عبّر الكُتّاب عن أفكار الإصلاح الاجتماعي مهتمين بشدة بمبدأ الواقعية.

### ميلاد القومية
في الفترة المتأخّرة من القرن التاسع عشر، بدأ المواطنون في مناطق الهند المختلفة يشاركون في هدف مشترك، هو رد فعل للوجود البريطاني في بلادهم، حيث بدأت تتشكّل حركة قوميّة كانت إلهامًا لكثيرٍ من الكتابات في القرن التاسع عشر وبدايات القرن العشرين.
يُوجد نمط مشترك من الأدب الحديث في معظم اللغات الهندية. وقد ساعد انتشار الصحافة في تطوّر الكتابات النثرية وازدياد انتشارالقصص القصيرة. وفي الأعوام التي سبقت الاستقلال عام 1947، كتب كثير من الكتاب مُعبّرين عن الآمال والمبادئ المثالية، وهم يترقبون حصول الهند على استقلالها. وقد أظهرت بعض الكتابات الهندية في الفترة التي تلت عام 1947 شيئًا من خيبة الأمل والإحباط، بسبب المشكلات التي بقيت دون حلٍّ بعد الاستقلال. وبتقدم الزمن في القرن العشرين نما الأدب الهندي، ونضُج؛ حيث جرّب الكُتّاب أساليب جديدة متنوعة كالشعر الحر والكتابة التجريبية. ونالت الروايات القصصية شعبية كبيرة حيث كانت أفكارها في الغالب تدور حول المغامرات الرومانسية، مثل تلك التي نراها ناجحة إلى حد كبير في السينما الهندية.

### الأدب الحديث في البنغال

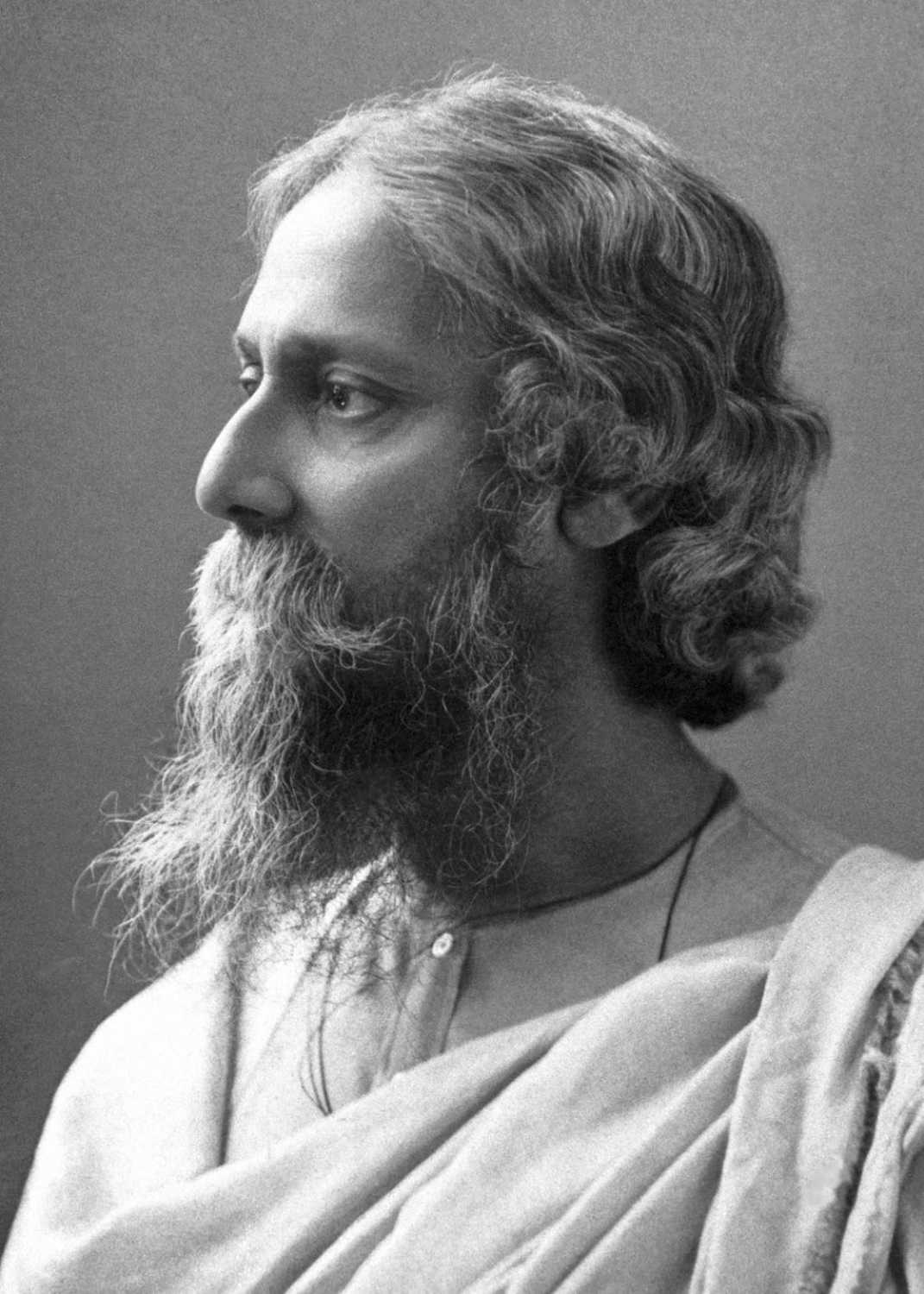
رابندرانات طاغور

كانت كلكتا عاصمة الهند البريطانية في القرن التاسع عشر، ولذا أصبحت البنغال أول منطقة في الهند تقع تحت التأثير البريطاني. وفي أوائل القرن التاسع عشر أنتج الكُتّاب البنغاليون تراجم واقتباسات عديدة للأعمال الإنجليزية. وكانت أولى القصص التي كتبت باللغة الهندية بقلم بانكيم شاندراشاترجي (1839 - 1894) ومازالت قصص سارات شاندراشاتوباد هاياي (1876 - 1938) تُقرأ بشكل واسع.
إن أشهر اسم في الأدب البنغالي هو رابندرانات طاغور (1861-1941). كان طاغور قاصًّا وشاعرًا ومؤلفًا موسيقيًا ورسامًا وكاتبًا مسرحيًا فذًا. وقد نال في عام 1913 جائزة نوبل للأدب عن الترجمة الإنجليزية لمجموعته الشعرية جيتانجالي (عروض غنائية). وتمزج كتابات طاغور بين العناصر التقليدية والحديثة ويُعطي طابعه الديني صدى للشعر الغنائي الباكتي والباولي. وبالرغم من أن موضوعاته عالمية، إلا أن النكهة البنغالية القوية طاغية في فنه. ولا يقتصر انتشار الأدب البنغالي على ولاية غربي البنغال الهندية ولكنه يمتّد إلى بنغلادش.

### تراث الأوردو
بالرغم من أن اللغة الأوردية قد مرّت بنفس المؤثرات التحديثية، إلا أن أشعارها مازالت تحتفظ بتقاليد راسخة عبر مئات السنين. وقد استطاع الشاعر أسد الله خان غالب (1797 - 1869) أن يستفيد من موروثات الشعر الفارسي عند تأليفه شعره الخاص باللغة الأوردية. وفي القرن العشرين كان الرجل ذو النفوذ الكبير، محمد إقبال (1877 - 1938)، من بين أولئك الذين يريدون لباكستان أن تكون دولة إسلامية منفصلة عن الهند. وتتمتع أشعار فايز أحمد فايز (1911 - 1984) بشعبية كبيرة.

### الأدب الهندي الحديث
كان تطور الآداب الحديثة في المناطق التي تتحدث اللغة الهندية مختلفًا عن مثيله في البنغال. وكان أهم تطور في القرن التاسع عشر هو التغيير من لهجة البراج باشا التي كانت مستخدمة في الأدب القديم إلى لهجة الخاري بولي في نيودلهي. وقد أصبحت هذه اللهجة هي اللهجة المعيارية في الهندية الحديثة. ومن أوائل كُتّابها باراتيندو هاريشاندرا (1850 - 1885) من بنارس الذي ساعد في إنشاء النثر بالهند، وكذلك في إنشاء الصحافة.

### الأفكار الغاندية

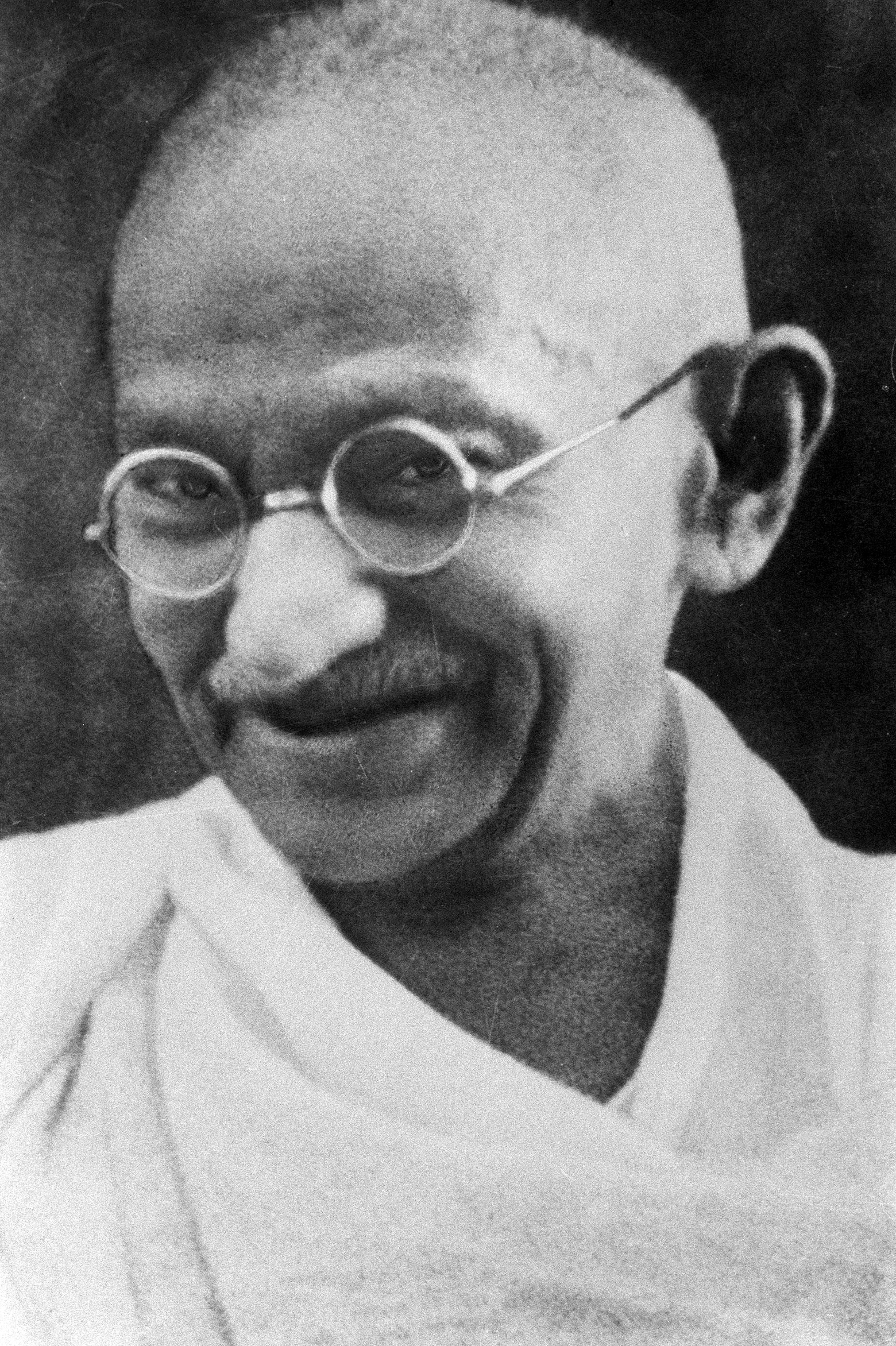
مهاتما غاندي

أثّرت أفكار موهَنْداس غاندي بعمق في الهند في العقود التي قادت إلى استقلالها عام 1947. ويعكس أدب النصف الأول من القرن العشرين هذا الأثر بوضوح تام. كان غاندي فخورًا بالإرث الثقافي الهندي، ولكنه أدرك أيضًا أن كثيرًا من أوجه الحياة في الهند تحتاج إلى الإصلاح. ولذا فقد أصبحت الواقعية الاجتماعية من أهم معالم الأدب الهندي. بدأ غاندي تقليد كتابة السيرة الذاتية، وذلك بكتابة قصة حياته بلغته الأم، الغوجاراتية. وأصبحت مِحنة الفقراء من أهم الموضوعات التي تناولتها الروايات والقصص خاصة التي كتبها بريشاند (1881- 1936)، وكان أول وأبرز كُتّاب القصة القصيرة الذين كتبوا باللغتين الهندية والأوردية، وكانت أشهر إنجازاته روايته المُسماة جودان؛ أي هدية بقرة (1936)، وهي تحكي قصة فلاح كبلته الديون، ونضاله من أجل البقاء.

### التطورات الأخرى
يعتمد الشعر والنثر الهنديان كثيرًا على التراث الهندوسي للهند، كما أن لغتهما تقترض بحرية من اللغة السنسكريتية. والمثال في الشعر الهندي هو الأسلوب المعروف بشايافاد، الذي استخدم في العقدين الثالث والرابع من القرن العشرين. وتتميّز لغته المجازية بالنزعة الصوفية مثلها في ذلك مثل شعر التعبديين، وأشعار طاغور البنغالية. أما أعمال كُتّاب الشايافاد مثل سورياكنت تريباث نيرالا (1896 - 1961) والشاعرة ماهاديفي فيرما (1907 - 1987) فيتطلب فهمها معرفة جيدة بالخلفية الثقافية الهندوسية.
أما كتاب اللغات الإقليمية الأخرى فهم غير معروفين خارج مناطقهم. وبالرغم من أن اللغة الهندية أصبحت الآن اللغة القومية للهند كلها، إلا أنها لم تنتشر بعد، لتؤدي هذا الدور بشكل كامل. وتتحدث أقلية صغيرة ومهمة الإنجليزية، وهذه الأقلية تشكّل القطاعات ذات الثقافة الغربية في المجتمع الهندي. وكثير من الكُتاب الهنود الذين يستخدمون اللغة الإنجليزية يتمتّعون بسمعة دولية. فالروائيون الذين يكتبون بالإنجليزية من أمثال مولك راج أناند و آر. كي. نارايان لهم عدد كبير من القراء لا مثيل لهم بين الكتاب الهنود، الذين يكتبون بلغاتهم الإقليمية.